# Visconte Cobham
Visconte Cobham è un titolo fra i pari di Gran Bretagna creato nel 1718 in favore di Richard Temple, passando poi ad altre famiglie. Dal 1889, appartiene ai membri della famiglia Lyttelton.

## Storia

### La creazione del titolo

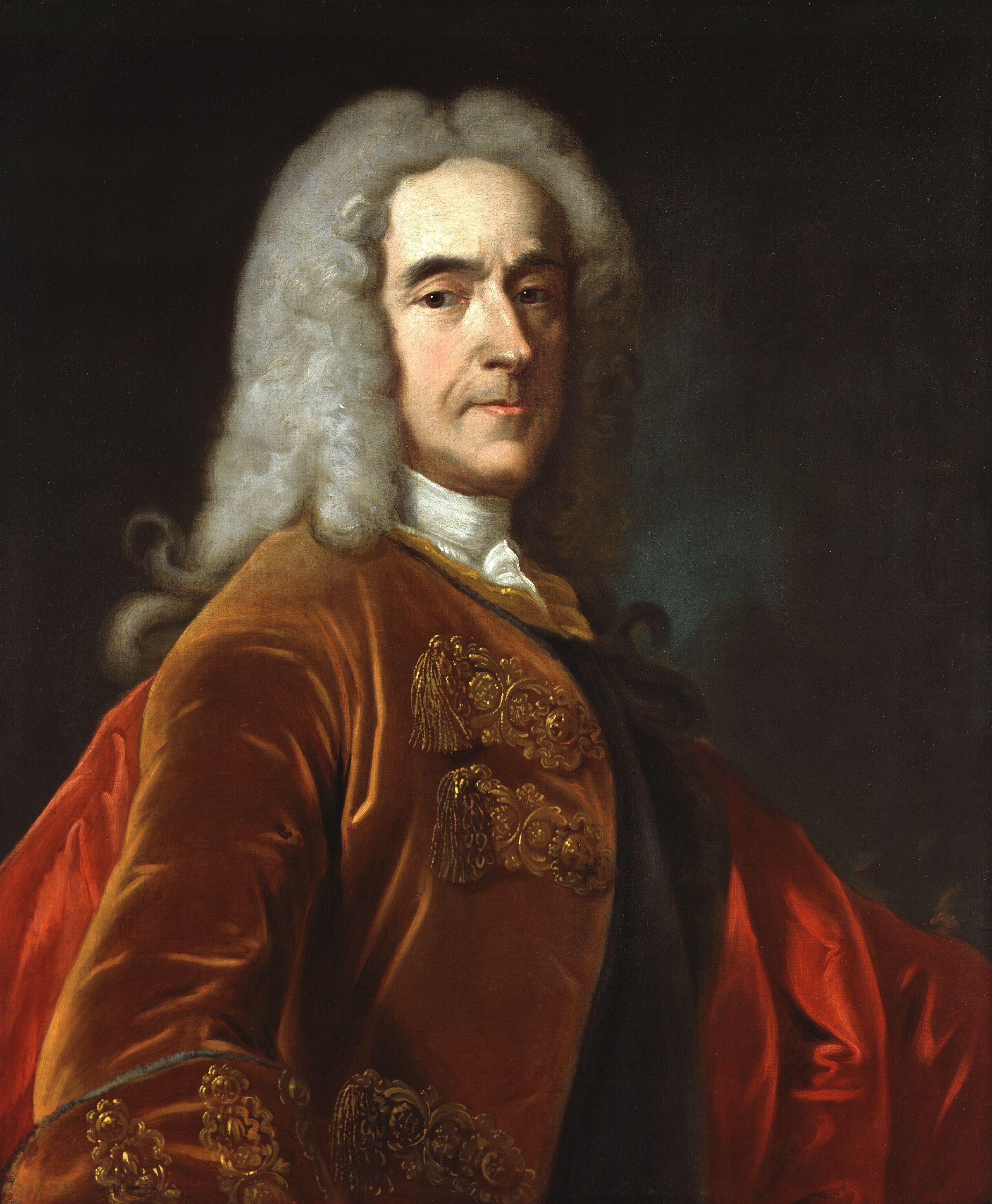
Richard Temple, I visconte Cobham

La vicecontea di Cobham venne istituita nel 1718 per il feldmaresciallo Sir Richard Temple, I barone Cobham, IV baronetto, di Stowe. Questi era il figlio primogenito di Richard Temple, III baronetto.
Durante la sua vita, il feldmaresciallo ricevette tre titoli nella parìa di Gran Bretagna:
- Nel 1714, venne creato Barone Cobham, di Cobham nella contea del Kent, trasmissibile ai suoi eredi maschi.
- Nel 1718, venne creato Barone Cobham, di Cobham nella contea del Kent, e Visconte Cobham, trasmissibile, in caso di mancati eredi maschi, a sua sorella Hester ed ai suoi eredi maschi e in caso di sua assenza ai figli maschi dell'altra sorella, Christiane, moglie di Sir Thomas Lyttelton, IV baronetto, di Frankley (vedi Barone Lyttelton).

Il feldmaresciallo Cobham morì senza eredi nel 1749, ed in quella data la baronia Cobham del 1714 si estinse. Gli altri suoi titoli passarono ad eredi differenti: la baronettia Temple del 1611 passò a suo cugino, sir William Temple, V baronetto; la baronia e la vicecontea del 1718 passarono, secondo le regole stabilite, alla sorella di lord Cobham, Hester, vedova di Richard Grenville, ed ai suoi figli.

### Gli eredi di lord Cobham

#### Temple family

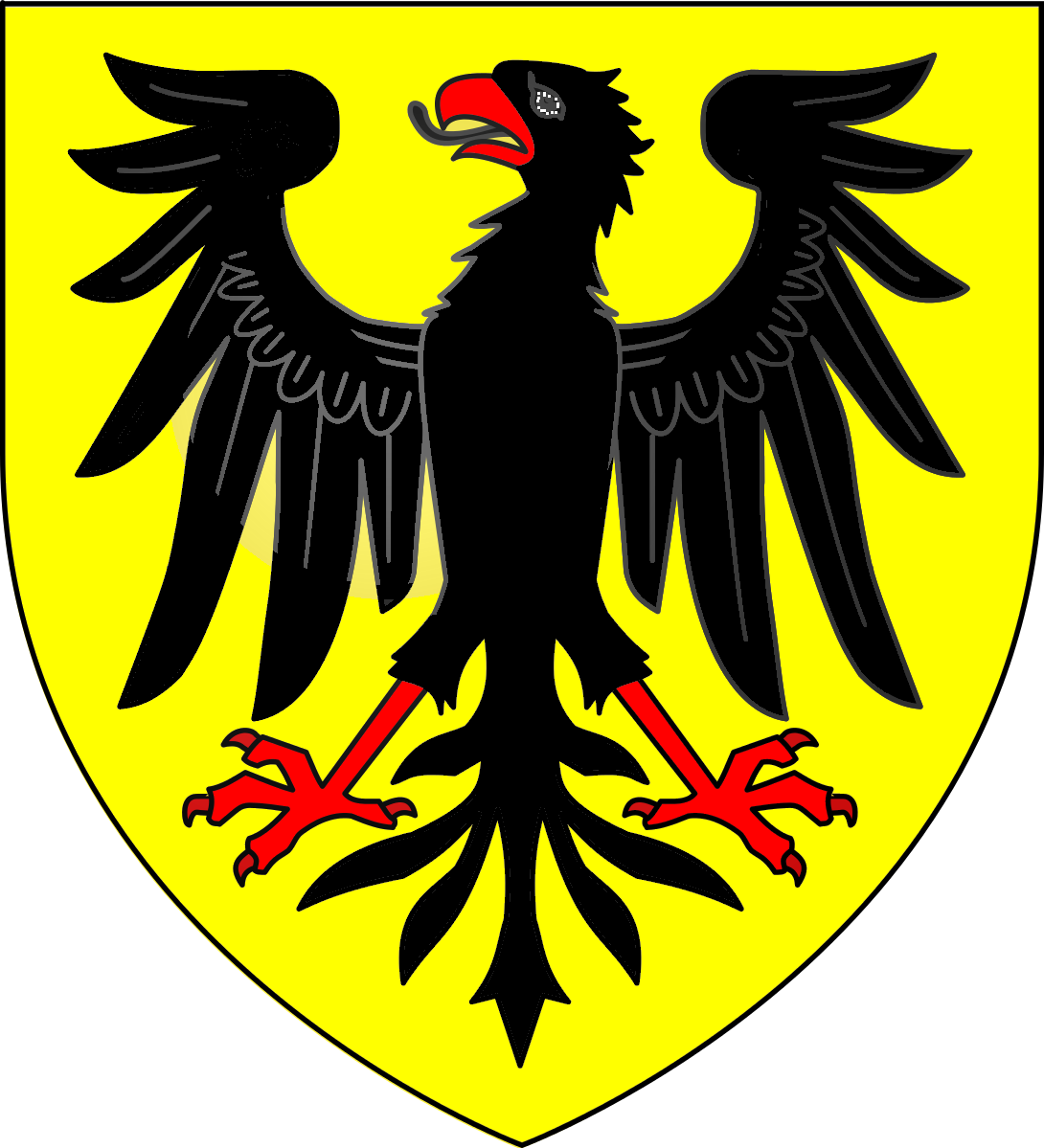
Stemma dei Temple di Stowe: D'oro all'aquila di nero con le ali spiegate

La famiglia Temple discendeva da Peter Temple di Burton Dassett. Suo figlio minore Anthony Temple fondò la branca irlandese della famiglia da cui discesero poi i visconti Palmerston. Il primogenito di Peter Temple, John Temple, acquisì la residenza di Stowe House nel Buckinghamshire. Il figlio di quest'ultimo, sir Thomas Temple fu parlamentare per la costituente di Andover al parlamento inglese. Nel 1611 venne creato baronetto, di Stowe nella contea di Buckingham, nel baronettaggio d'Inghilterra. Suo figlio, il secondo baronetto, fu parlamentare per la costituente di Buckingham sia nel Breve Parlamento che nel Lungo Parlamento. Gli succedette suo figlio, il terzo baronetto. Sedette in parlamento per la costituente del Warwickshire e di Buckingham. Suo figlio gli succedette come quarto baronetto nel 1697 e ricevette i titoli di Cobham nel 1714 e nel 1718, rispettivamente. Alla sua morte nel 1749, la baronettia Temple del 1611 passò a suo cugino sir William Temple, il quinto baronetto, che era pronipote di sir John Temple, figlio secondogenito del primo baronetto. Il titolo divenne quiescente nel 1786 alla morte del settimo baronetto.

#### Famiglia Grenville

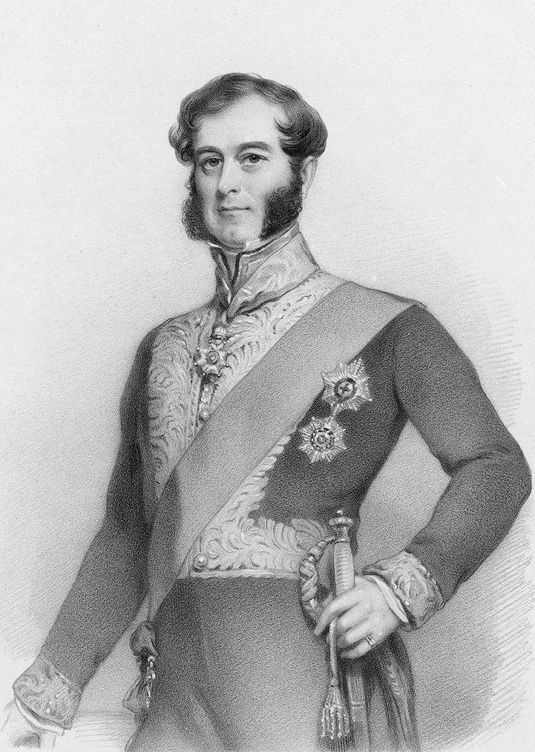
Richard Temple-Nugent-Brydges-Chandos-Grenville, II duca di Buckingham e Chandos

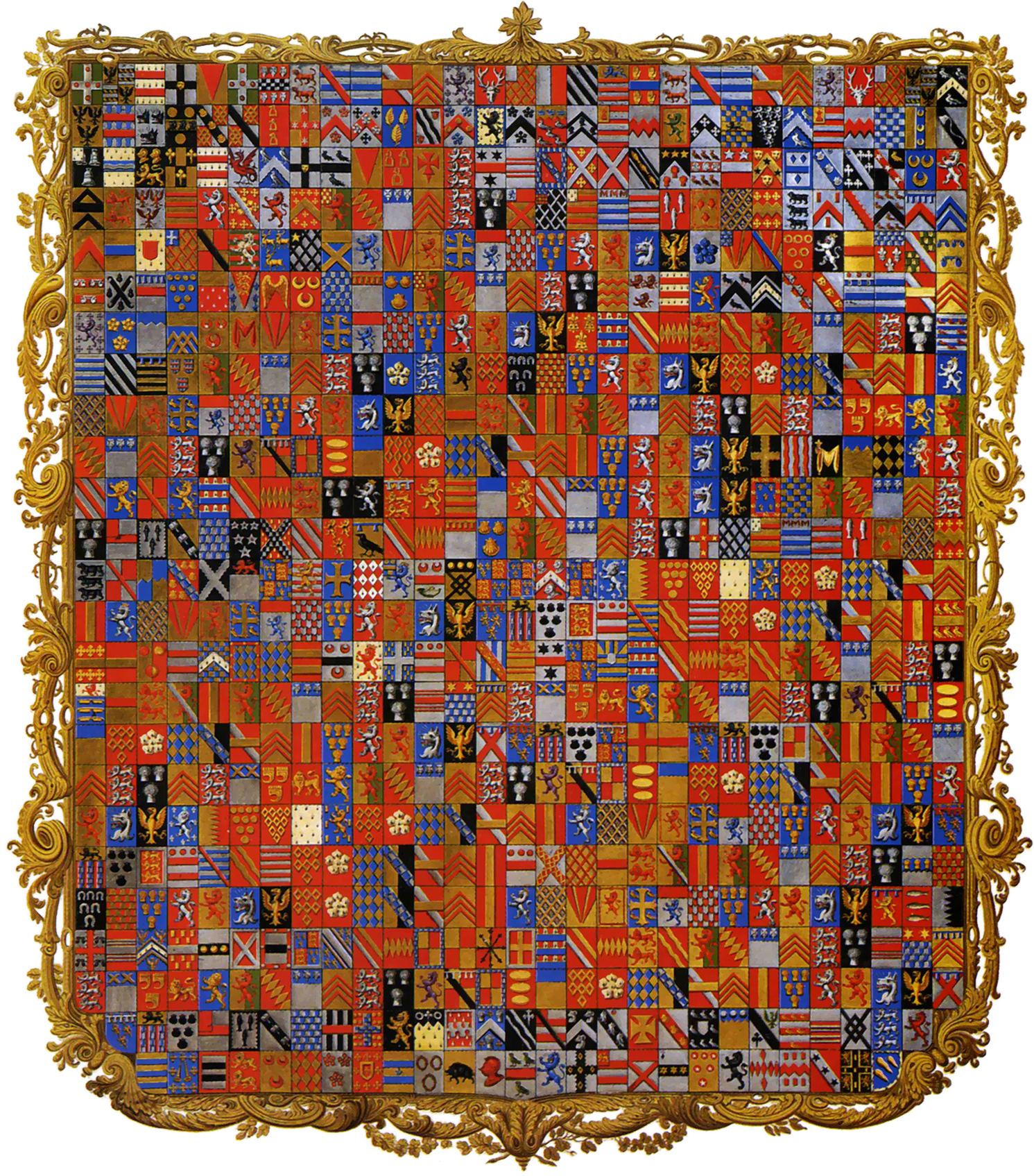
I 719 quarti araldici della famiglia Temple-Nugent-Brydges-Chandos-Grenville

La baronia e vicecontea del feldmaresciallo passarono nel 1718, secondo quanto stabilito, a sua sorella Hester, vedova di Richard Grenville, ed ai suoi figli. Nel 1749, questa venne creata contessa Temple nella parìa di Gran Bretagna, titolo trasmissibile ai suoi figli maschi. Il figlio minore di lady Temple fu il primo ministro George Grenville. Alla sua morte, la succedette il primogenito, il secondo conte, il quale ereditò tutti i beni dei Temple inclusa Stowe House e aggiunse anche il cognome di Temple ai propri. Questi ebbe importanti incarichi politici e fu Primo Lord dell'Ammiragliato e Lord Privy Seal. Alla sua morte i suoi titoli passarono a suo nipote, il terzo conte, figlio di George Grenville. Questi fu Lord Luogotenente per l'Irlanda tra il 1782 e il 1783 e tra il 1787 e il 1789. Nel 1784 venne creato marchese di Buckingham nella parìa di Gran Bretagna. Lord Buckingham sposò lady Mary Nugent, figlia di Robert Nugent, I conte Nugent. Mary venne creata nel 1800 al titolo di Baronessa Nugent nella parìa d'Irlanda, con possibilità di trasmissione al secondogenito George (vedi Barone Nugent). Nel 1788 lord Buckingham succedette al suocero come secondo Conte Nugent. Questi assunse per licenza reale anche il cognome di Nugent ai propri.
Gli succedette da suo figlio, il secondo marchese. Questi fu Paymaster of the Forces dal 1806 al 1807. Sposò lady Anne Eliza Brydges, unica figlia di James Brydges, III duca di Chandos (titolo che si estinse alla di lui morte nel 1789) ed assunse per licenza reale i cognomi di Brydges-Chandos nel 1799. Nel 1822 lord Buckingham venne creato conte Temple di Stowe, nella contea di Buckingham, marchese di Chandos e duca di Buckingham e Chandos, tutti nella parìa del Regno Unito. La contea venne creata con trasmissibilità, nel caso della mancanza di eredi maschi, agli eredi maschi discendenti dalla sua bisnonna, Hester Grenville, I contessa Temple, e in caso di mancanza di eredi a sua pronipote lady Anne Eliza Mary Temple-Nugent-Brydges-Chandos-Grenville, figlia del suo secondogenito Richard, conte Temple, che gli succedette come secondo duca. Fu un politico della fazione dei Tory e fu Lord Privy Seal dal 1841 al 1842.
Alla sua morte, i titoli passarono a suo figlio, il terzo duca. Questi fu pure un noto politico della sua epoca e fu Lord President of the Council e Segretario di Stato per le Colonie. Nel 1868 il duca ottenne di diritto la signoria di Kinloss nella parìa di Scozia. Ad ogni modo, alla sua morte nel 1889 senza eredi maschi, il ducato ed i suoi titoli sussidiari si estinsero. La signoria di Kinloss passò a sua figlia Mary. La contea Temple di Stowe passò al figlio di sua sorella, William Temple-Gore-Langton, dal momento che il titolo era destinato agli eredi maschi.
Altro membro della famiglia Grenville fu il primo ministro William Wyndham Grenville, I barone Grenville. Questi era il figlio minore di George Grenville, a sua volta fratello minore del I marchese di Buckingham.

#### Famiglia Lyttelton
Dal momento che la baronia e la vicecontea Cobham potevano essere trasmesse solo per linea patrilineare da Hester Temple o da Christian Lyttelton, moglie di sir Thomas Lyttelton, IV baronetto, questi titoli vennero ereditati nel 1889 dal lontano parente del III duca, Charles Lyttelton, V barone Lyttelton. Questi era un discendente della già menzionata lady Christiane e di sir Thomas Lyttelton, IV baronetto. Questi era stato parlamentare per la circoscrizione dell'East Worcestershire in parlamento, nelle schiere dei liberali. Dopo la morte del IV barone Lyttelton nel 1876 questi ereditò la baronettia Lyttelton di Frankley (1611), la baronia Westcote nella parìa d'Irlanda (1776) e la Baronia Lyttelton nella parìa di Gran Bretagna (1794).
La famiglia Lyttelton ha la propria sede a Hagley Hall, presso Stourbridge, nel Worcestershire. Gran parte dei membri della famiglia sono sepolti alla St John the Baptist Church, Hagley, vicino a Hagley Park.
Dal 1889 i Lyttelton hanno scelto di utilizzare come primario il titolo di visconte Cobham. Il figlio dell'ottavo visconte, il IX visconte, fu lord luogotenente del Worcestershire dal 1923 al 1949. Gli succedette suo figlio, il X visconte. Questi fu Governatore generale della Nuova Zelanda dal 1957 al 1962. Attualmente, il titolo è detenuto dal figlio minore di quest'ultimo, il XII visconte, che è succeduto al fratello maggiore nel 2006.

### Baronetti Temple, di Stowe (1611)
- Thomas Temple, I baronetto (1567–1637)
- Peter Temple, II baronetto (1592–1653)
- Richard Temple, III baronetto (1634–1697)
- Richard Temple, IV baronetto (1669–1749) (creato Visconte Cobham nel 1718; vedi sotto)
- William Temple, V baronetto (1694–1760)
- Peter Temple, VI baronetto (m. 1761)
- Richard Temple, VII baronetto (1731–1786) (quiescente)

### Visconti Cobham (1718)
- Richard Temple, I visconte Cobham (1675–1749)
- Hester Grenville, II viscontessa Cobham (circa 1690–1752) (creata Contessa Temple nel 1749)[2]

### Conti Temple (1749)
- Hester Grenville, I contessa Temple, II viscontessa Cobham (circa 1690–1752)
- Richard Grenville-Temple, II conte Temple, III visconte Cobham (1711–1779)
- George Nugent-Temple-Grenville, III conte Temple, IV visconte Cobham (1753–1813) (creato marchese di Buckingham nel 1784)

### Marchesi di Buckingham (1784)
- George Nugent-Temple-Grenville, I marchese di Buckingham, IV visconte Cobham (1753–1813)
- Richard Temple-Nugent-Brydges-Chandos-Grenville, II marchese di Buckingham, V visconte Cobham (1776–1839) (creato Duca di Buckingham e Chandos nel 1822)

### Duchi di Buckingham e Chandos (1822)
- Richard Temple-Nugent-Brydges-Chandos-Grenville, I duca di Buckingham e Chandos, V visconte Cobham (1776–1839)
- Richard Plantagenet Temple-Nugent-Brydges-Chandos-Grenville, II duca di Buckingham e Chandos, VI visconte Cobham (1797–1861)
- Richard Plantagenet Campbell Temple-Nugent-Brydges-Chandos-Grenville, III duca di Buckingham e Chandos, VII visconte Cobham (1823–1889)

### Visconti Cobham (1718; ricreato)
- Charles George Lyttelton, VIII visconte Cobham (1842–1922)
- John Cavendish Lyttelton, IX visconte Cobham (1881–1949)
- Charles John Lyttelton, X visconte Cobham (1909–1977)
- John William Leonard Lyttelton, XI visconte Cobham (1943–2006)
- Christopher Charles Lyttelton, XII visconte Cobham (n. 1947)

L'erede legittimo è il figlio dell'attuale detentore del titolo, Oliver Christopher Lyttelton (n. 1976).